# Sherry Palmer
Sherry Palmer fiktív szereplő a 24 című televíziós sorozatban. Szerepét Penny Johnson Jerald játssza, és az 1-3. évadban szerepel. Férje a sorozatban egy ideig David Palmer, az Amerikai Egyesült Államok elnöke.

## Szereplései
|  | Alább a cselekmény részletei következnek! |

### Az 1. évadban
Sherry Palmer David Palmer felesége, az első amerikai fekete bőrű elnökjelölté a sorozat szerint. Sherry és David között, az elején minden rendben van, van egy fiuk, Keith és egy lányuk, Nicole. Miután kiderül, hogy a fiuk megölt egy embert, David ezt nyilatkozatban akarja közzé tenni, hogy elkerülje, hogy elkerülje a félreértéseket, de Sherry ezt nem akarja. Később kiderül, hogy Sherry tudott a gyilkosságról, de eltitkolta David előtt. Végül jól fogadja a nép a nyilatkozatot, pozitívan sül el, Davidnek igaza volt. Sherry egy Phatty nevű nőt állít Davidre, és azt akarja elérni, hogy David megcsalja őt, de David erre rájön, és azt mondja, hogy elválik tőle. Sherry minden álma összeomlik: Elvesztette a férjét, a hatalmat (ami – mint később kiderül – a legfontosabb neki), és hogy ő legyen a First Lady.

### A 2. évadban
Sherry először a már megválasztott elnök, a volt férje, David Palmer elnöki rezidenciáján tűnik fel. Tisztán tükröződik, hogy Sherry elvesztette a hatalmát: David kabinetfőnöke kijelenti neki, hogy itt nem szívesen látott ember. Viszont Davidnek szüksége van rá, mert Sherry egy fontos információval tér vissza hozzá. Sherry azt mondja Davidnek, hogy kabinetje meg akarja buktatni, mert nem hajlandó megtámadni bizonyos országokat, és egy az amerikai alkotmányban szereplő kibúvóval próbálják, majd megmagyarázni. David itt még nagyon neheztel Sherryre, de miután megbuktatják, újból valamicskét visszatér a bizalma Sherry iránt. Az utolsó részben, viszont kiderül, hogy Sherry is benne volt az egészben, de a főgonosz Peter Kingsley becsapja őt, és ezért bosszút akar állni. Úgy próbálja visszaszerezni a bizalmat, hogy az életét kockáztatva buktatják le Kingsleyt, és David visszatérhet az elnöki posztba, de ez után az árulás után örökre elveszik a bizalma Sherry iránt.

### A 3. évadban
A 3. nap elején David Palmer visszatér Los Angelesbe, hogy megmérkőzzön ellenfelével John Keelerrel. David egy volt társa az idős Alan Millikan azt szeretné, hogy David testvére Wayne Palmer, aki most a tanácsadója Davidnek, hogy mondjon le. Ezt amiatt szeretné, mivel Wayne és Julia Millikan között titkos viszony folyt, mikor a beteg Millikan kórházbán volt, az agyvérzése miatt.
David odautazik Millikan házába, és elmondja neki, hogy ezt vissza kell, hogy utasítsa. Millikan azt mondja, hogy egy fontos törvénytervezetét (amit Millikan, David elnökségének koronájaként nevez) meg fog buktatni. Ekkor jön a képbe Sherry, aki felajánlja segítségét. David azt mondja, hogy menjen Millikanhaz, és beszélje le. Sherry odamegy Millakanék házába, és miközben rábeszéli Juliát, hogy árulja el Millikant, Millikan meghallja a beszélgetést, és kimegy a konyhába, ahol ez addig folyt. Sherry elkezdi sértegetni Millikant, veszekedni kezdenek, és Millikan szívrohamot kap. Julia oda akarja adni Millikannak a gyógyszerét, de Sherry megakadályozza ezt, és Millikan meghal. Sherry rábeszéli Juliát, hogy így mindkettejüknek jobb lesz, rá száll az óriási vagyon és gazdagon élhet, de miután elmegy Sherry, és a további eseményekből is kiderül, hogy Julia, valószínűleg szerette Alan Millikant.
David nagyon dühös lesz Sherryre, hogy megölték Millikant, és haraggal válnak el egymástól.
Következőre narancslevet iszogatva láthatjuk Sherryt az óceánparti házának teraszán. Keelerhez, a másik elnökjelölthöz megy, és elmeséli neki, hogy van egy jó storyja, amivel megnyerheti a választást. Kiderül, hogy Sherrynél Davidet kompromittáló hangfelvétel van a Millikan ügyről. Mikor megkérdezi Keeler, hogy hol van a hangfelvétel, Sherry azt mondja, hogy biztos helyen.
John Keeler ezek után már csak arra kíváncsi, hogy mit kér ezért Sherry. Sherry erre azt válaszolja, hogy egy helyet a Fehér házban. Ezt Keeler kétkedve fogadja, mire a másik azt feleli:"Te is tudod, hogy nem csak egy személyzetis kis senki lennék". David fülébe jut a történet, és megkéri a testvérét, Waynet, hogy szerezze meg a hangfelvételt. Wayne egy profit hív és betörnek Sherry házába, közben pedig, hogy ne figyelhessen oda, David meghívja magához. Miközben Wayne-ék kutatnak Sherry házában, David bocsánatot kér Sherrytől, és azt mondhatná, hogy újrakezdhetnék. Sherry ezt beveszi, és azt mondja, miközben megöleli, hogy 4 éve a válásuk óta erre vár, de utána rájön, hogy átejtették. David még próbálja szóval tartani, hogy feltartóztassa őt, de Sherry autóba ül és hazafelé indul. Közben Wayne-ék nem találják a felvételt, megcsörren a mobil, és Julia hívja őt depressziós hangon, hogy nem tudja, hogy mit csináljon, de Wayne lerázza őt. Közben befut Sherry, de a profi leüti, és megtalálják a hangfelvételt, amit eddig kerestek. Mikor Wayne beszállna az autóba, még egyszer hátranéz, és meglátja Julia kocsiját, ahogy befordul Sherry házának garázsbejárata elé. Mikor Julia megérkezik Sherry épp akkor tér magához és rájön, hogy eltűnt a hangfelvétele, amivel újra visszatérhetett volna az általa hőn áhított hatalomba. Megkérdezi Julia, hogy miért nem segített neki a Millikan halála utáni órákban, de Sherry letorkolja. Ekkor befut Wayne, és Sherry is feltápászkodik ijedtében, mert Julia egy fegyvert vesz elő. Julia azt vágja Sherry fejéhez, hogy miatta tönkrement az élete, és hogy Sherry élete folyamatos hazudozásból állt. Wayne és Sherry próbálják lebeszélni, és úgy tűnik mintha meggondolta volna magát, de utána gyorsan felemeli a fegyvert és kétszer hasba lövi Sherryt, aki hátraesik és meghal. Julia megdöbben saját tettén, és azt suttogja, hogy: "Nem-nem", és főbe lövi magát. Miután David megtudja, hogy gyerekei anyja és volt felesége meghal, azonnal cselekszik, azt mondja, hogy le fog mondani, amit meg is tesz, és értesíti a gyerekeit a szörnyű eseményről.
|  | Itt a vége a cselekmény részletezésének! |